# Está Escrito (álbum)
Está Escrito é o álbum de estreia do cantor de funk carioca MC Bob Rum. Foi lançado em 1996 pelo selo Spotlight Records. O álbum inclui a faixa "Rap do Silva", que trouxe o cantor para o cenário nacional. A canção "Está Escrito" chegou a ficar na primeira posição nas rádios do Rio de Janeiro. Em 2006, essa mesma canção foi regravada pela banda Forfun e pelo ator Dado Dolabella, sendo essa última versão usada na abertura da novela Cristal, exibida pelo SBT.

## Recepção da crítica
| Críticas profissionais | Críticas profissionais |
| Avaliações da crítica  | Avaliações da crítica  |
| Fonte                  | Avaliação              |
| ---------------------- | ---------------------- |
| allmusic               | [ 3 ]                  |

Alvaro Neder, do site allmusic, deu ao álbum 2 estrelas e meio, afirmando que "todas as canções são pobres em todos os aspectos: harmonia, melodia, ritmo e letra."